# Dietmar Hirsch
Dietmar Hirsch (* 8. Dezember 1971 in Viersen) ist ein ehemaliger deutscher Fußballspieler und heutiger -trainer.

## Karriere als Spieler
Hirsch begann seine Karriere in der Jugendabteilung des ASV Einigkeit Süchteln. Über den 1. FC Viersen kam er zur Saison 1993/94 zu Borussia Mönchengladbach. Dort gehörte er zwar zu dem Kader, der 1995 Deutscher Pokalsieger wurde, kam aber in zwei Jahren nur zu 21 Einsätzen in der Bundesliga, sodass er 1995 zum MSV Duisburg in die Zweite Liga wechselte. Dort wurde er Stammspieler und stieg mit dem MSV gleich im ersten Jahr auf. 1998 stand er mit den Duisburgern im DFB-Pokalfinale gegen den FC Bayern München, das sie 1:2 verloren.
Im Jahr 2000 ging Hirsch zur SpVgg Unterhaching, ein Jahr später zu Hansa Rostock, wo er weitere zwei Jahre in der Bundesliga spielte. 2003 kehrte er nach Duisburg zurück, stand aber in der Aufstiegssaison 2004/05 nur noch zweimal auf dem Platz. Zur Saison 2005/06 wechselte er ablösefrei in die Regionalliga zum VfB Lübeck, bei dem er gleich zu den Leistungsträgern zählte. Insgesamt kommt Dietmar Hirsch auf 195 Einsätze in der Bundesliga (11 Tore), 57 Spiele in der Zweiten Liga (5 Tore) und 98 Spiele in der bis 2008 drittklassigen Regionalliga (6 Tore).

## Karriere als Trainer
Im März 2008 unterschrieb er beim VfB Lübeck einen Dreijahresvertrag als Sportdirektor. Dieser Vertrag wurde durch den Insolvenzverwalter des VfB im September 2009 betriebsbedingt fristgerecht zum 31. Dezember 2009 gekündigt. Grund waren Einsparungsmaßnahmen während des Insolvenzverfahrens des Vereins.
Nach seiner Entlassung in Lübeck schlug Hirsch eine Trainerlaufbahn ein. Von Januar 2010 bis Juni 2011 trainierte Hirsch den SV Schackendorf, mit dem er von der Verbandsliga in die Schleswig-Holstein-Liga aufstieg. Am 1. Juli 2011 übernahm er die Cheftrainerposition beim FC Sylt (Schleswig-Holstein-Liga), die er aber bereits nach dem 5. Spieltag laut Vorstand wegen „zu großer Professionalität“ wieder verlor. So kehrte er im Januar 2012 wieder nach Schackendorf zurück. Er übernahm den Verein auf dem letzten Tabellenplatz und konnte den Abstieg in die Verbandsliga Schleswig-Holstein nicht mehr verhindern.
Nach Erwerben der Fußballlehrer-Lizenz übernahm Hirsch am 2. September 2013 die Drittligaelf der SV Elversberg. Nach anfänglich guten Ergebnissen rutschte Elversberg jedoch im Laufe der Saison in den Tabellenkeller ab. Nach einer 0:2-Niederlage gegen die SpVgg Unterhaching wurde Hirsch am 14. April 2014 von seinen Aufgaben entbunden.
Dietmar Hirsch wurde am 22. September 2015 beim Regionalligisten VfB Oldenburg als Trainer verpflichtet. Am 21. August 2017 wurde Dietmar Hirschs Freistellung als Trainer der Oldenburger bekannt gegeben. Zur Saison 2019/20 übernahm er das Traineramt beim Oberligisten KSV Hessen Kassel, wurde aber bereits im Oktober wieder entlassen.
Im April 2021 wurde Hirsch als neuer Trainer des Hamburger Regionalliga-Neulings FC Teutonia 05 Ottensen vorgestellt. Ende April 2022 endete seine Amtszeit bei der Mannschaft, als Hirsch von dem Verein freigestellt wurde.
Am 17. April 2023 wurde Hirsch vom Regionalligisten 1. FC Bocholt als neuer Trainer für die Saison 2023/24 vorgestellt. Im August 2024 wurde er neuer Cheftrainer des MSV Duisburg, für den er zwischen 1995 und 2000 sowie 2003 bis 2005 spielte. Hirsch führte die Mannschaft 2025 zum Wiederaufstieg in die 3. Liga.

## Sonstiges
Hirsch erlernte den Beruf eines Verwaltungsfachangestellten. Er hat einen Fernlehrgang im Bereich Sportmanagement abgeschlossen und ist Sportfachwirt. Er ist verheiratet und hat zwei Kinder.